# Enes Kanter
Enes Kanter Freedom (ur. 20 maja 1992 w Zurychu) – amerykański koszykarz, tureckiego pochodzenia, były reprezentant Turcji (2011), grający na pozycji środkowego, obecnie zawodnik Houston Rockets.
W 2011 został wybrany w drafcie z numerem 3 przez Utah Jazz.
25 września 2017 trafił wraz z Dougiem McDermottem i wyborem II rundy draftu 2018 do New York Knicks w zamian za Carmelo Anthony’ego.
7 lutego 2019 został zwolniony przez New York Knicks. 13 lutego podpisał umowę do końca sezonu z Portland Trail Blazers. 17 lipca podpisał umowę z Boston Celtics.
20 listopada 2020 trafił w wyniku wymiany do Portland Trail Blazers. 13 sierpnia 2021 dołączył po raz kolejny w karierze do Boston Celtics.
29 listopada 2021 zmienił swoje nazwisko na Freedom w celu upamiętnienia faktu otrzymania obywatelstwa amerykańskiego. Za krytykę prezydenta Recepa Tayyip Erdoğana i jego rządu został pozbawiony obywatelstwa tureckiego w 2017.
10 lutego 2022 został wytransferowany do Houston Rockets, po czym został zwolniony.

## Osiągnięcia
Stan na 16 lutego 2022, na podstawie, o ile nie zaznaczono inaczej.

### HS (poziom szkół średnich)
- MVP turnieju Jordan Classic International (2008)
- Uczestnik turnieju Nike Hoop Summit (2010)

### NBA
- Zaliczony do składu Honorable Mention podczas rozgrywek ligi letniej w Orlando (2012 Orlando Pro Summer League)

### Inne
- Wicemistrz Turcji (2009)
- Uczestnik rozgrywek Top 16 Euroligi (2009)

### Reprezentacja
Seniorów
- Uczestnik Eurobasketu (2011 – 11. miejsce)

Młodzieżowe
- Brązowy medalista mistrzostw Europy:
  - U–18 (2009)
  - U–16 (2008)
- Wicemistrz turnieju Alberta Schweitzera (2008)
- Uczestnik mistrzostw Europy:
  - U–18 (2008 – 9. miejsce, 2009)
  - U–16 (2007 – 4. miejsce, 2008)
- Laureat nagrody Burkhard Wildermuth Prize dla najbardziej utalentowanego zawodnika turnieju Alberta Schweitzera (2008)
- MVP mistrzostw Europy U–18 (2009)
- 3-krotnie zaliczany do I składu mistrzostw Europy U–16 (2008), U–18 (2008), U–18 (2009)
- Lider Eurobasketu:
  - U-18 w zbiórkach (2008, 2009)
  - U-16 w:
    - punktach (2008)
    - zbiórkach (2008)